# Yttre fjärden, Gävle

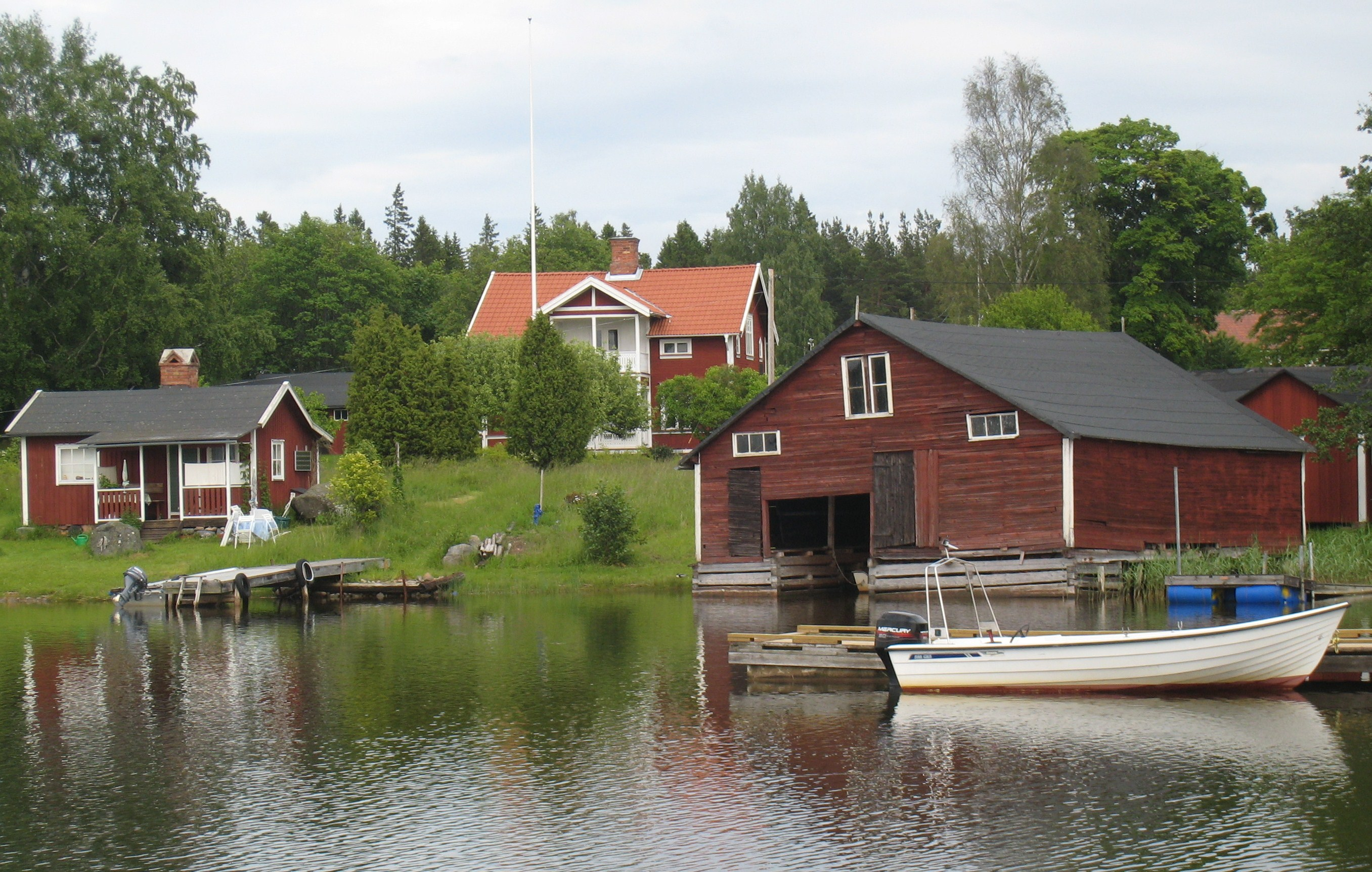
Gammalt fiskeläge på Limön.

Yttre fjärden är en fjärd i Gävlebukten i Bottenhavet vid Gävle.
Vid Yttre fjärdens södra strand ligger Bomhus. Den största delen av stranden upptas av skogsindustriföretaget Billerud Korsnäs fabrik Korsnäsverken. Övriga Bomhus består mestadels av bostadsområden.
I öster begränsas Yttre fjärden av öarna Orarna, Römaren och Limön. Orarna är obebodd och naturreservat. Limön är också naturreservat, men här finns många sommarstugor. Limön är ett populärt utflyktsmål, på somrarna trafikeras ön med båt från Inre hamnen i Gävle. Limön har haft ett fiskeläge och här finns Limö fyr.
Vid Yttre fjärdens norra strand ligger Norrlandet. Norrlandet är känt för sina stora grosshandlarvillor, sommarstugor och fiskeläget Bönan. Här finns ännu aktiva yrkesfiskare. På Norrlandet ligger också Engesberg med badplats, campingplats och vandrarhem.
I väster övergår Yttre fjärden genom ett sund i Inre fjärden. I sundet ligger Gävle hamn vid Fredriksskans på norra sidan och Granudden på den södra. Farleden till hamnen genom Yttre fjärden är tillåten för fartyg med upp till 12,2 meters djupgående. Ungefär 900 lastfartyg per år anlöper hamnen.